# روزلة
تنتمي الرُّوزِلَّات (المفرد: رُوزِلَّة) إلى جنس يتكون من ستة أنواع وتسعة عشر نويْعًا.
تنتمي هذه الببغاوات الملونة الأسترالية إلى جنس مُسطَّح الذيل أو عريض الذيل (الاسم العلمي: Platycercus)، ويعكس اسم الجنس سمة مشتركة بين الروزلات وأعضاء آخرين من قبيلة الببغاوات العريضة الذيل. يتكون قوته أساسًا من البذور والفواكه.